# Pierre Dubois (Politiker, 1938)
Pierre-Gilles Dubois (* 22. Oktober 1938 in Peseux, Kanton Neuenburg; † 9. Juni 2025) war ein Schweizer Politiker der Sozialdemokratischen Partei der Schweiz (SP), der unter anderem vier Mal (1982 bis 1983, 1987 bis 1988, 1991 bis 1992 sowie 1995 bis 1996) Präsident des Staatsrates des Kantons Neuenburg war.

## Leben
Pierre Dubois besuchte nach Schulen in Peseux und Neuenburg die Handelsschule Neuenburg und begann nach dem Erwerb der Handelsmaturität ein Studium der Wirtschaftswissenschaften an der Universität Neuenburg. Nach deren Abschluss wurde er 1966 selbst Lehrer für Wirtschaftswissenschaften an der Handelsschule Neuenburg. Während des Studiums war er zunächst Mitglied der Sozialdemokratischen Partei der Schweiz (SP) und danach zwischen 1958 und 1962 Mitglied der Neuen Sozialistischen Linken, woraufhin er wieder der SP als Mitglied beitrat. Er war zwischen 1968 und 1966 Mitglied des Generalrates, des Gemeindeparlaments, von Neuenburg und fungierte dort von 1972 bis 1975 als Präsident der SP-Fraktion sowie daraufhin zwischen 1975 und 1980 als Präsident der SP der Stadt Neuenburg. Zugleich gehörte er von 1973 bis 1980 dem Grossen Rat, dem Parlament des Kantons Neuenburg, als Mitglied an.
Am 15. Juni 1980 wurde Dubois Mitglied des Staatsrates des Kantons Neuenburg, der Regierung dieses Kantons, und gehörte dieser bis zum 19. Mai 1997 an. Er war von 1980 bis 1997 Vorsteher des Departements für öffentliche Wirtschaft und zwischen 1980 und 1993 zusätzlich Vorsteher des Justizdepartements. Als Vorsteher des Departements für öffentliche Wirtschaft musste er umfassende Umstrukturierungen bewältigen, die insbesondere durch die Konkurse der Unternehmen Favag in Neuenburg, Edouard Dubied & Cie in Couvet, der Kabelfabrik Cortaillod und der Öfen Borel in Peseux gekennzeichnet waren. Es entstand eine Wirtschaftsförderungsstruktur, die es schafft, neue Unternehmen anzusiedeln.
Während seiner Mitgliedschaft im Staatsrat fungierte er vier Mal als Präsident und damit als Vorsteher der Kantonsregierung. Als Nachfolger von André Brandt wurde er am 1. Juni 1982 zum ersten Mal Präsident des Staatsrates und bekleidete das Amt bis zum 31. Mai 1983, woraufhin Jacques Béguin ihn ablöste. Er übernahm von André Brandt am 1. Juni 1987 wieder den Posten des Vorstehers der Kantonsregierung und behielt diesen bis zu seiner Ablösung durch Jean-Claude Jaggi am 1. Juni 1988. Er löste am 1. Juni 1991 Francis Matthey als Präsident des Staatsrates ab und behielt dieses Amt bis zum 31. Mai 1992, woraufhin Michel von Wyss seine Nachfolge antrat. Zuletzt wurde er als Nachfolger von Pierre Hirschy am 1. Juni 1995 zum vierten Mal Vorsteher der Kantonsregierung bis zu seiner Ablösung durch Maurice Jacot am 1. Juni 1996. Als Präsident der Interprofession du Gruyère kämpfte er bis 2011 für die Erlangung der kontrollierten Ursprungsbezeichnung AOC (Appellation d’Origine Contrôlée) für den Hartkäse Greyerzer.
Im Juni 2025 starb Pierre Dubois im Alter von 86 Jahren.